# Муниципальные выборы в Азербайджане (2025)
Муниципальные выборы состоялись 29 января 2025 года. Муниципальные выборы проводятся 1 раз в 5 лет.

## Общие сведения
Выборы прошли в 118 избирательных округах. В 685 муниципалитетов был избран 8 071 член муниципалитета.
Впервые на выборах получили право голосовать 29 172 гражданина.
Выборы проводились на 5 846 избирательных участках, из которых 5 734 постоянные, 112 временных.
На 1 000 участков в 118 избирательных округах были установлены веб-камеры. В день голосования на сайте ЦИК Азербайджана проводилась онлайн трансляция хода выборов, голосования, подсчёта голосов и определения результатов.

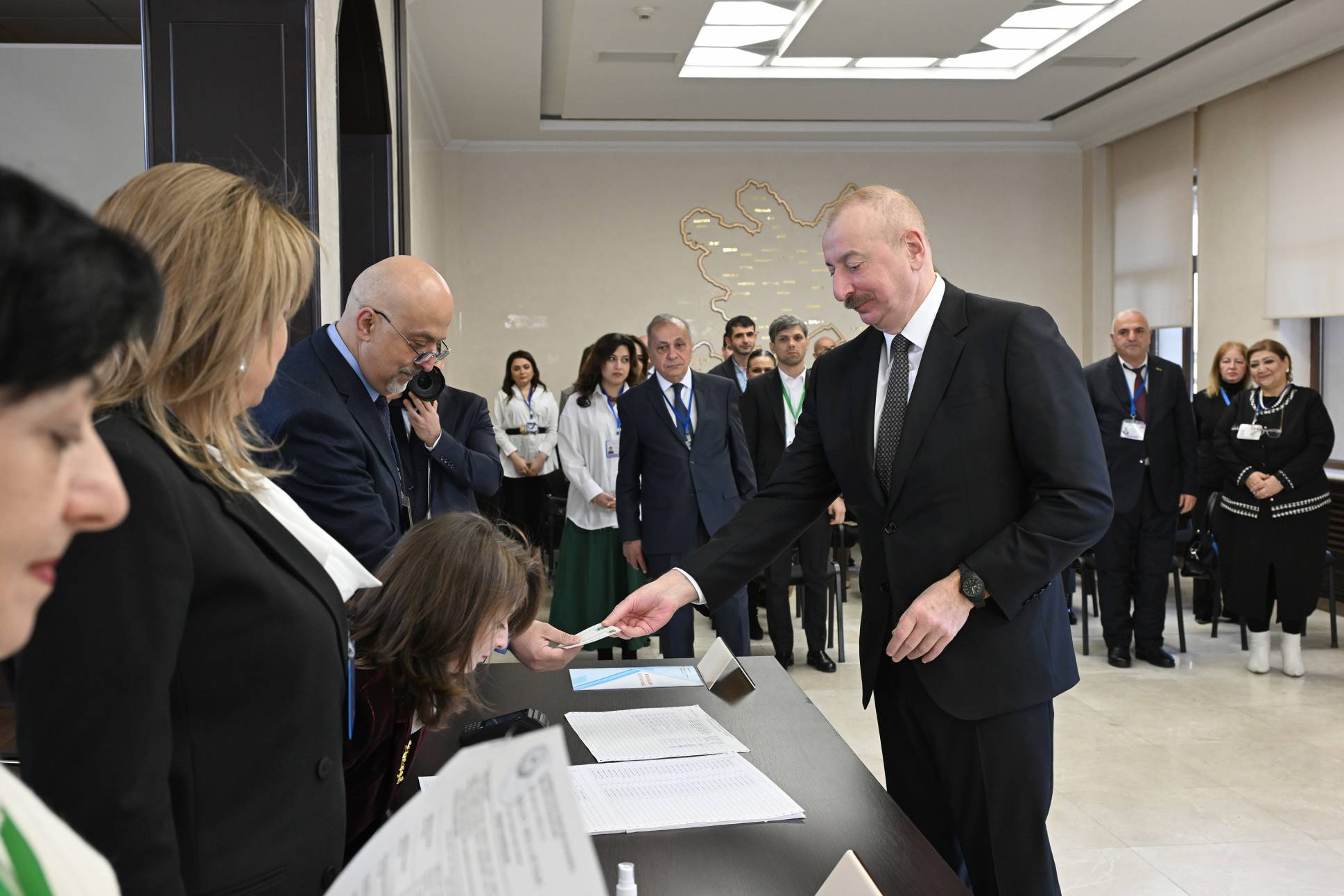
Ильхам Алиев проголосовал на муниципальных выборах 2025

Всего зарегистрировано 5 964 855 избирателей, имеющих право голоса на выборах.
Для участия в выборах зарегистрировано 16 092 кандидата. Из них 8 424 кандидата от 23 политических партий, 7 588 — независимые кандидаты.
31 % кандидатов — женщины.
82 % кандидатов имели высшее образование.
41 % кандидатов — от 21 до 35 лет.

## Подготовка
Срок подачи документов кандидатов для регистрации составлял с 10 по 30 декабря 2024 года.
Предвыборная агитация проведена с 6 по 28 января 2025 года. Для агитации было выделено 3 730 открытых, 2 182 закрытых мест (всего 5 912 мест) на всей территории республики. Избирательные бюллетени были подготовлены до 19 января 2025 года.
С 11 по 22 января осуществлена печать бюллетеней. Всего напечатан 6 052 721 бюллетень с именами кандидатов по всем 685 муниципалитетам. 22 января началась раздача бюллетеней окружным избирательным комиссиям. Из окружных избирательных комиссий за 3 дня до выборов бюллетени были переданы в участковые избирательные комиссии. 23 января началась доставка бюллетеней в регионы.

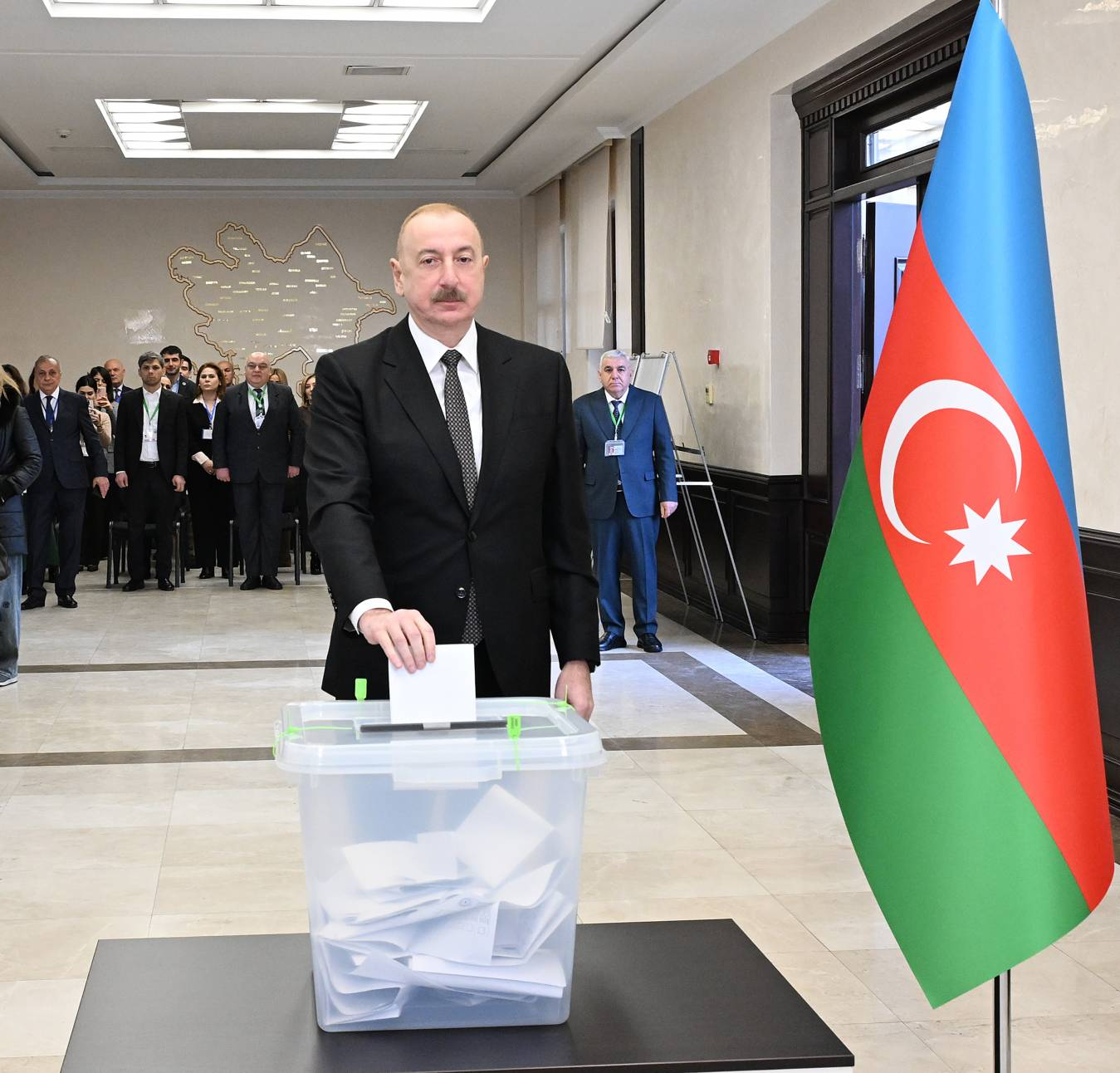
Ильхам Алиев проголосовал на муниципальных выборах 2025

## Проведение
Голосование проходило с 08:00 до 19:00.
По состоянию на 10:00 проголосовало 499 575 избирателей (явка — 8,38 %), на 12:00 проголосовал 1 020 231 избиратель (явка — 17,11 %). На 15:00 проголосовало 1 473 005 избирателей (явка — 24,71 %).
На 17:00 проголосовал 1 715 291 избиратель (явка — 28,77 %).
Всего на выборах (к 19:00) проголосовали 1 874 292 избирателя. Итоговая явка составила 31,42 %.
Избиратели 7 избирательных округов, полностью состоящих из вынужденных переселенцев, не смогли проголосовать в день голосования. Выборы в этих округах будут проведены после их обустройства.
В выборах приняли участие 23 из 26 зарегистрированных политических партий.
Всего зарегистрировано 70 625 наблюдателей. Из них 26 260 наблюдателей от 24 политических партий проводили наблюдение на 5 734 участках. Наблюдение также осуществлял омбудсмен Азербайджана.
На горячую линию поступило 35 обращений.
Самая высокая явка наблюдалась в Губинском избирательном округе №59 (38,50 %, или 19 172 человека).
Самая низкая явка зафиксирована в Мингечевирском избирательном округе №54 (24,45 %, или 12 291 человек).
При итоговом подсчёте голосов на каждом избирательном участке результаты передавались в ЦИК и по каждому участку размещались на официальном сайте ЦИК.
Первые результаты были опубликованы спустя несколько часов по окончании выборов по итогам подсчёта 96,35 % голосов.
14 февраля 2025 года подведён итог выборов.